# Посёлок 2-го отделения совхоза «Краснопольский»
2-го отделения совхоза «Краснопольский» — посёлок в Воробьёвском районе Воронежской области России.
Входит в состав Никольского 1-го сельского поселения.

## География

### Улицы
- ул. Пушкина.

## Население
| 2010 |
| ---- |
| 6    |